# Michael Goldenberg
Michael Goldenberg, född 1965, är en amerikansk dramatiker, manusförfattare och filmregissör. 
Goldenberg tog sin examen från Carnegie Mellon University.
Han har fått tre nomineringar: 
1998; Humanitas-priset för Kontakt
 1998;  Academy of Science Fiction, Fantasy & Horror Films, USA  Saturn Award för Kontakt 
 2008;  Academy of Science Fiction, Fantasy & Horror Films, USA Saturn Award för Harry Potter och Fenixorden

## Filmografi (komplett)

### Som regissör
- 1996 – En bädd av rosor

### Som manusförfattare
- 2007 – Harry Potter och Fenixorden
- 2003 – Peter Pan
- 1997 – Kontakt
- 1996 – En bädd av rosor